# Cañón del Micay
Cañón del Micay - San Juan de Micay es una cuenca hidrográfica ubicada en el noroeste y centro del departamento del Cauca. 
Esta cuenca tanto en su parte alta (Cañón del Micay) como en su zona baja (San Juan de Micay) tiene 4200 km², una longitud de 235 km y un caudal medio de 280,8 m³/s, entre otros aspectos que la convierten geográficamente en la más importante del departamento y una de las más destacadas hoyas de la Vertiente del Pacífico. Su curso de mayor longitud, caudal y área de drenaje es el río Micay, el cual es la principal vía fluvial de comunicación del municipio de López de Micay, parte de El Tambo y Argelia, en más de 100 km navegables a través de pequeñas embarcaciones. 
Es el medio de subsistencia de comunidades afrodescendientes, resguardos indígenas poblaciones mestizo-campesinas que están asentadas a lo largo y ancho de sus riveras.
- Datos: Q3458783